# لسوتو در المپیک تابستانی ۲۰۰۴
کاروان المپیکی لسوتو یکی از کاروان‌های شرکت‌کننده در بازی‌های المپیک تابستانی ۲۰۰۴ بود. این دوره از ۱۳ اوت ۲۰۰۴ تا ۲۹ اوت ۲۰۰۴ میلادی در شهر آتن ، پایتخت یونان برگزار شد.

## شرکت‌کنندگان
فهرست زیر به کاروان لسوتو اشاره دارد.
| ورزش        | مردان | زنان | مجموع |
| ----------- | ----- | ---- | ----- |
| دو و میدانی | ۱     | ۱    | ۲     |
| تکواندو     | ۰     | ۱    | ۱     |
| مجموع       | ۱     | ۲    | ۳     |